# Igor Iwanowitsch Setschin

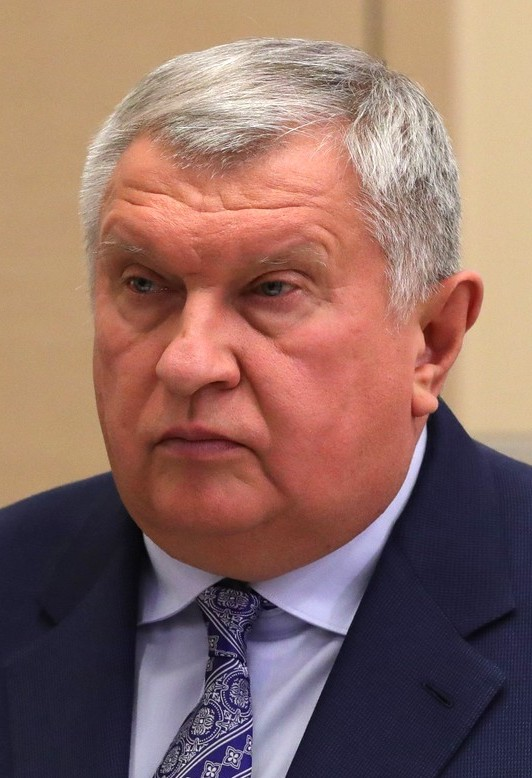
Igor Setschin (2021)

Igor Iwanowitsch Setschin (russisch И́горь Ива́нович Се́чин, englisch Igor Sechin; * 7. September 1960 in Leningrad, Russische SFSR, Sowjetunion) ist ein russischer Politiker und Manager. Er ist seit den 1990er-Jahren ein enger Vertrauter Wladimir Putins und gilt als zweitmächtigste Person in Russland. Bis 2008 war er stellvertretender Leiter der Präsidialverwaltung. Als solcher ordnete er die Zerschlagung des einst größten Ölkonzerns Yukos an, der später von Rosneft übernommen wurde. Bis zum 21. Mai 2012 war er stellvertretender Ministerpräsident der Regierung der Russischen Föderation in Putins Kabinett. 2016 brachte der nunmehrige Rosneft-Chef den Wirtschaftsminister Alexei Uljukajew ins Gefängnis. Derzeit ist er Vorstandsvorsitzender von Rosneft, der russischen staatlichen Ölgesellschaft.

## Biografie
Setschin wurde in Leningrad in eine Arbeiterfamilie geboren. Die Eltern arbeiteten in einem Stahlwerk. Sie ließen sich scheiden, als Igor und seine Zwillingsschwester Irina noch Schüler waren. Im Jahr 1977 absolvierte er die Mittelschule mit Schwerpunkt Französisch und  begann im gleichen Jahr ein Studium für portugiesische Philologie an der Leningrader Universität. Nach dem Uni-Abschluss in 1982 studierte er zuerst zwei Jahre an der speziellen Oberschule des Geheimdienstes KGB, danach war er von 1984 bis 1986 Dolmetscher einer Gruppe sowjetischer Militärberater in Mosambik und Angola. Ab 1988 arbeitete er als Angestellter in der Auslandsabteilung der Staatsuniversität Leningrad, ab 1991 als Wladimir Putins Sekretär in der Leningrader Stadtverwaltung. Dort war er bis 1996 tätig. 1996 wechselte er zusammen mit Putin nach Moskau in die Präsidialverwaltung unter Boris Jelzin. Im August 1999 wurde er zum Leiter des Sekretariats des Ministerpräsidenten befördert. Seit dem Amtsantritt Putins 2000 und bis zum Wechsel in die Regierung am 12. Mai 2008 bekleidete Setschin das Amt des stellvertretenden Vorsitzenden der Präsidialverwaltung, seit März 2004 zusätzlich als Präsidentenberater.
Daneben ist Setschin laut Medienberichten einer der Initiatoren der 2003 begonnenen gerichtlichen Verfolgung des Yukos-Konzerns, da er in russischen Regierungskreisen als Fachmann im Erdölexportwesen gilt und 1998 sogar ein Sachbuch zu diesem Thema veröffentlicht hatte. Auf diese Tatsache wird auch Setschins Ernennung zum Rosneft-Vorstandsvorsitzenden am 27. Juli 2004 zurückgeführt. Nach einer Aufforderung durch Präsident Medwedew trat Setschin von diesem Amt im April 2011 zurück. Infolge des Ämtertauschs zwischen Putin und Medwedew wurde Setschin jedoch am 22. Mai 2012 – auf Betreiben des neuen (alten) Präsidenten Putin und per Dekret des Ministerpräsidenten Medwedew – abermals zum Vorstandsvorsitzenden von Rosneft berufen. Zudem wurde er zum Sekretär der Präsidentenkommission für die Entwicklung des Energiesektors ernannt, hat in dieser Funktion aber keine Weisungsbefugnis gegenüber den Ministern.
Im Zuge des Kriegs in der Ukraine 2014 verhängte die US-Regierung gegen Setschin (und einige andere Männer aus dem engen Umkreis von Putin) ein Einreiseverbot und Kontosperren.
Mithilfe zweier konstruierter Gerichtsprozesse bauten Setschin und die Silowiki sowohl den Staatskapitalismus als auch die Macht von Rosneft weiter aus, als er gegen den enteigneten privaten Eigentümer von Baschneft klagte und gleichzeitig der Wirtschaftsminister Uljukajew entlassen und verhaftet wurde, welcher die Praktiken Setschins nicht billigen wollte. Die staatliche Nachrichtenagentur TASS schrieb zum weitherum als fingiert betrachteten Prozess gegen Uljukajew, Setschin werde persönlich gegen Uljukajew aussagen und „habe sicher Fragen an alle Beteiligten“, was in der NZZ als „bemerkenswerte Auffassung der Rolle eines Zeugen“ bezeichnet wurde.

## EU-Sanktionen
Am 28. Februar 2022 setzte die Europäische Union ihn im Zusammenhang mit dem Überfall Russlands auf die Ukraine 2022 auf eine schwarze Liste. Anfang März 2022 beschlagnahmten französische Behörden Setschins Yacht Amore Vero in La Ciotat.

## Privates
Setschin ist zum zweiten Mal verheiratet und hat zwei Kinder. Die Tochter ist seit November 2003 mit dem Sohn des ehemaligen russischen Justizministers Wladimir Ustinow verheiratet. Sein Sohn Iwan starb im Februar 2024 im Alter von 35 Jahren, laut offiziellen Angaben an einem Blutgerinnsel.
Setschin ist Eigentümer der Megayacht Crescent.

## Öffentliche Wahrnehmung und Vermögen
Wegen seiner Gesichtsmiene, mit der er häufig Unzufriedenheit zum Ausdruck bringt, wird Setschin in Russland auch Darth Vader genannt. Vor allem im Wirtschaftssektor gilt Setschin als mächtigster und einflussreichster Mann aus dem engeren Machtkreis von Putin. Der Politologe Andrei Kolesnikow geht sogar davon aus, dass Setschin einen enormen Einfluss auf Putins Entscheidungen ausübe.
Mit einem Jahreseinkommen von 50 Millionen US-Dollar führte Setschin 2013 die Liste des Wirtschaftsmagazins Forbes in der Kategorie der bestbezahlten russischen Top-Unternehmer und klagte gegen diese Information. Im Forbes-Ranking vom Dezember 2016 landete Setschin mit einem Jahresverdienst von 13 Millionen Dollar hinter Gazprom-Chef Alexei Miller auf Platz zwei.
Nachdem ein vom Investigativjournalist Roman Anin geschriebener Bericht, der Igor Setschin mit einer Megayacht in Zusammenhang bringt (obwohl Setschin laut dem Bericht die Yacht mit seinem gemeldeten Einkommen nicht mieten, geschweige denn kaufen kann), im Jahr 2013 in der Nowaja gaseta veröffentlicht wurde, verklagte Setschin die Zeitung daraufhin wegen Rufschädigung (und gewann diesen Prozess schließlich). Roman Anin wurde außerdem wegen angeblicher Verletzung der Privatsphäre von Setschins Ehefrau angezeigt.